# Plumelin
Plumelin (tiếng Breton: Pluverin) là một xã ở tỉnh Morbihan trong vùng Bretagne tây bắc Pháp. Xã này có diện tích 31,33 km², dân số năm 1999 là 1785 người. Khu vực này có độ cao từ 42-153 mét trên mực nước biển.
Cư dân của Plumelin danh xưng trong tiếng Pháp là Plumelinois.

## Tiếng Bretagne
Năm 2007, có 21,4% trẻ em học trường song ngữ ở cấp tiểu học.